# Повіт Момбецу
Пові́т Момбе́цу (яп. 紋別郡, もんべつぐん, МФА: [mombet͡su guɴ]) — повіт в Японії, в окрузі Охотськ префектури Хоккайдо.